# Kamínek (Pražská plošina)
Kamínek je kopec mezi obcemi Zlatníky-Hodkovice a Dolní Břežany v okresu Praha-západ. Vznikl v roce 2009 z nepotřebné zeminy při stavbě pražského okruhu. Jeho výška od úpatí (oproti okolním polím) je přibližně 35 metrů, vrchol je ve výšce 381 m n. m. Kolem protéká Břežanský potok.

## Historie

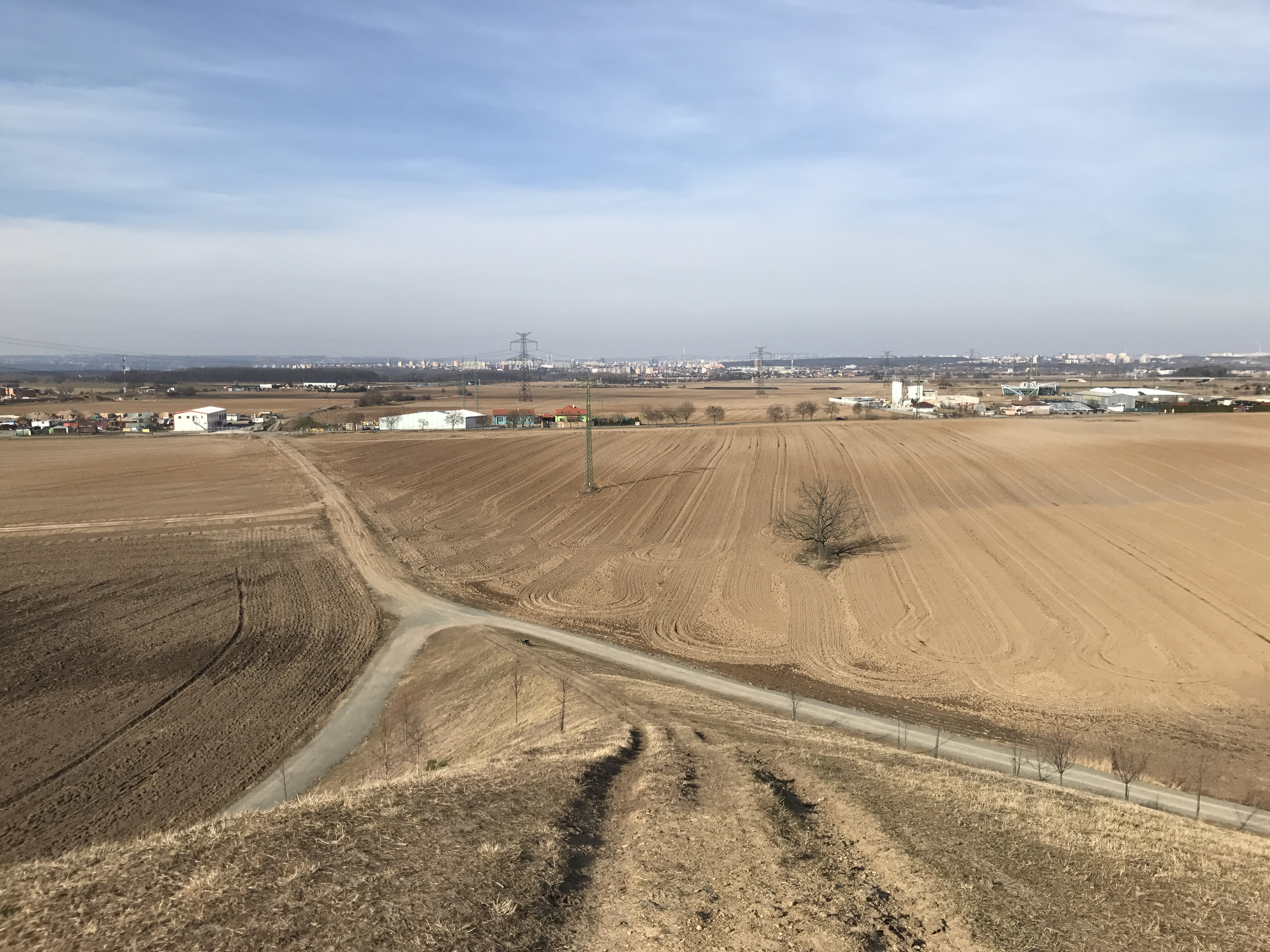
Pohled z kamínku na Prahu

Kamínek byl původně lom, ve kterém se ve 20. letech 20. století těžil kámen. Po ukončení těžby zde vzniklo několik tůní, kolem vyrostly křoviny a lesík. Později zde vzniklo přírodní koupaliště. V šedesátých letech zde došlo k tragické události, kdy v jedné z tůní utonuly dvě dvanáctileté dívky pocházející z Točné, které v Dolních Břežanech navštěvovaly základní školu. Přesný důvod není znám.
Kopec (výsypka) Kamínek vznikl v roce 2009 ze zbytkového materiálu ze stavby jižní části vnějšího pražského okruhu (dálnice D0). Nachází se hned nad původním lomem nazvaný též Kamínek. Od založení počítalo vedení obce Zlatníky-Hodkovice se vznikem lyžařské sjezdovky na tomto kopci. Kolem by se rozkládal také rozlehlý sportovní areál. K realizaci těchto idejí ale k roku 2017 nedošlo. 
Na vrchol se mohou pěší i cyklisté dostat po štěrkové cestě. Vznikl zde veliký kompas z kamenů. Každoročně se zde koná cyklistický závod Kamínek Eliminátor, jehož úkolem je zdolat tento kopec. Trasa je dlouhá 350 metrů a má převýšení 35 metrů.